# Циклофани
Циклофани (англ. cyclophanes) —
- 1. Первісно — сполуки, в яких дві п-феніленові групи утримувалися «лице в лице» містком — [CH2]n–.
- 2. Тепер — сполуки, які містять:
  - а) манкудні кільцеві системи або їх ансамблі;
  - б) атоми й/або ненасичені ланцюжки як альтернативні компоненти великого циклу.

Часто в цей клас включають будь-яку місткову ароматичну систему, незалежно від положень приєднання містка у ній.
Пр., [2.2](1,4)(1,4)циклофан або 1(1,4)(1,4)-дибензенациклофан.

## Парациклофани
Макроцикли, в яких фенільні кільця зв'язані між собою насиченими ланцюгами через пара-положення.